# Chapelle Saint-Étienne de Guer
Pour les articles homonymes, voir Chapelle Saint-Étienne.
La chapelle Saint-Étienne  est située au lieu-dit "Saint-Étienne " sur la commune de Guer dans le Morbihan.

## Historique
La chapelle fait l’objet d’un classement au titre des monuments historiques depuis le 16 août 1971.
La chapelle a fait l'objet d'une restauration en 2011.
Elle est avec la  Chapelle Saint-Gunthiern de Locoyarn (IXe siècle) située à Hennebont, l'une des plus deux plus anciennes chapelles du Morbihan. 

## Architecture
Le type de construction de la chapelle Saint-Étienne est unique en Bretagne. 
Le décor de sa façade est en brique.
Les matériaux utilisés pour la construction de la chapelle, notamment du mur Est, sont d’époque romaine. 
Des cordons de briques horizontaux entre lesquels s’étagent des briques arc-boutées formant des triangles sont remarquables.

## Galerie

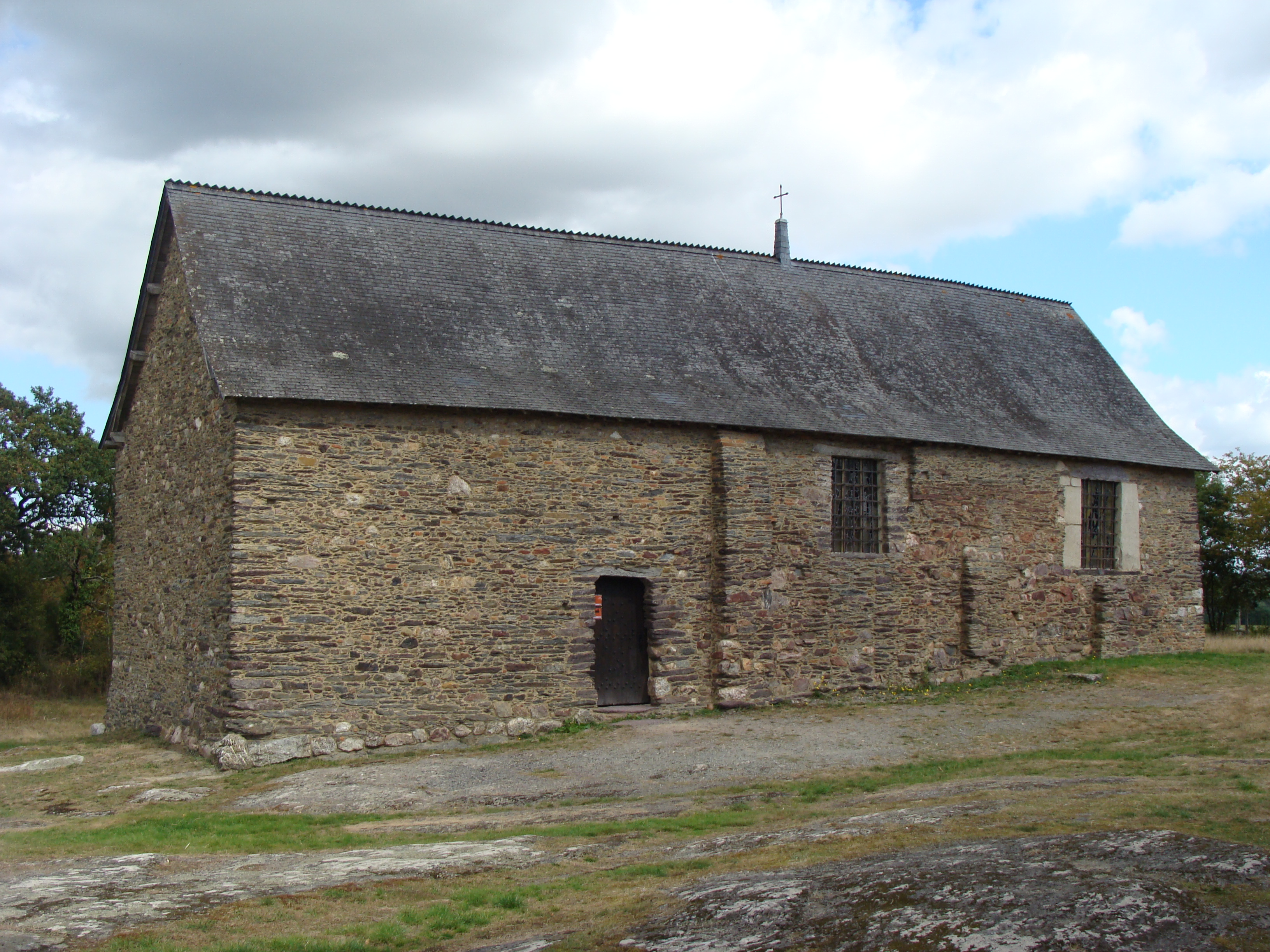
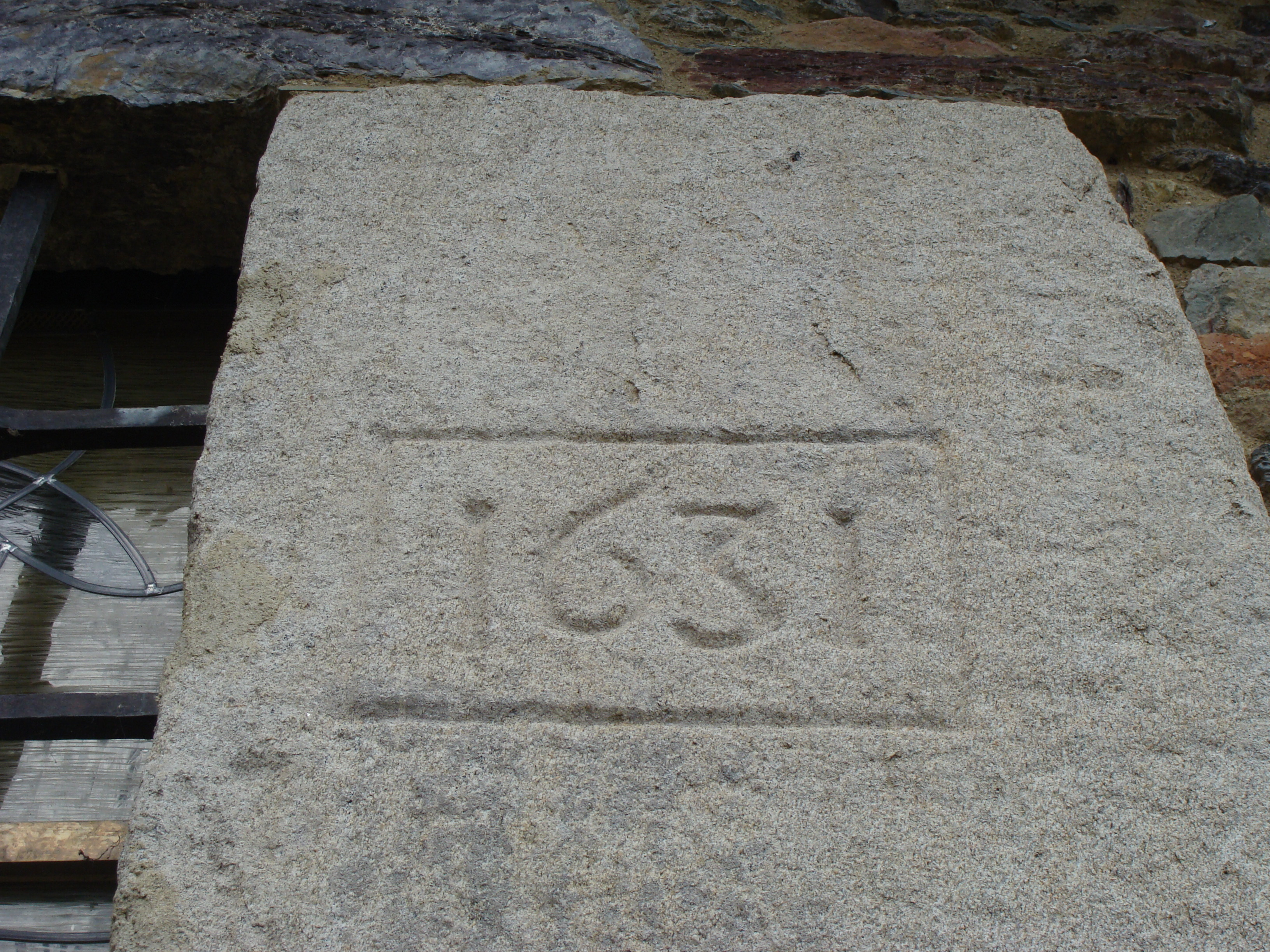
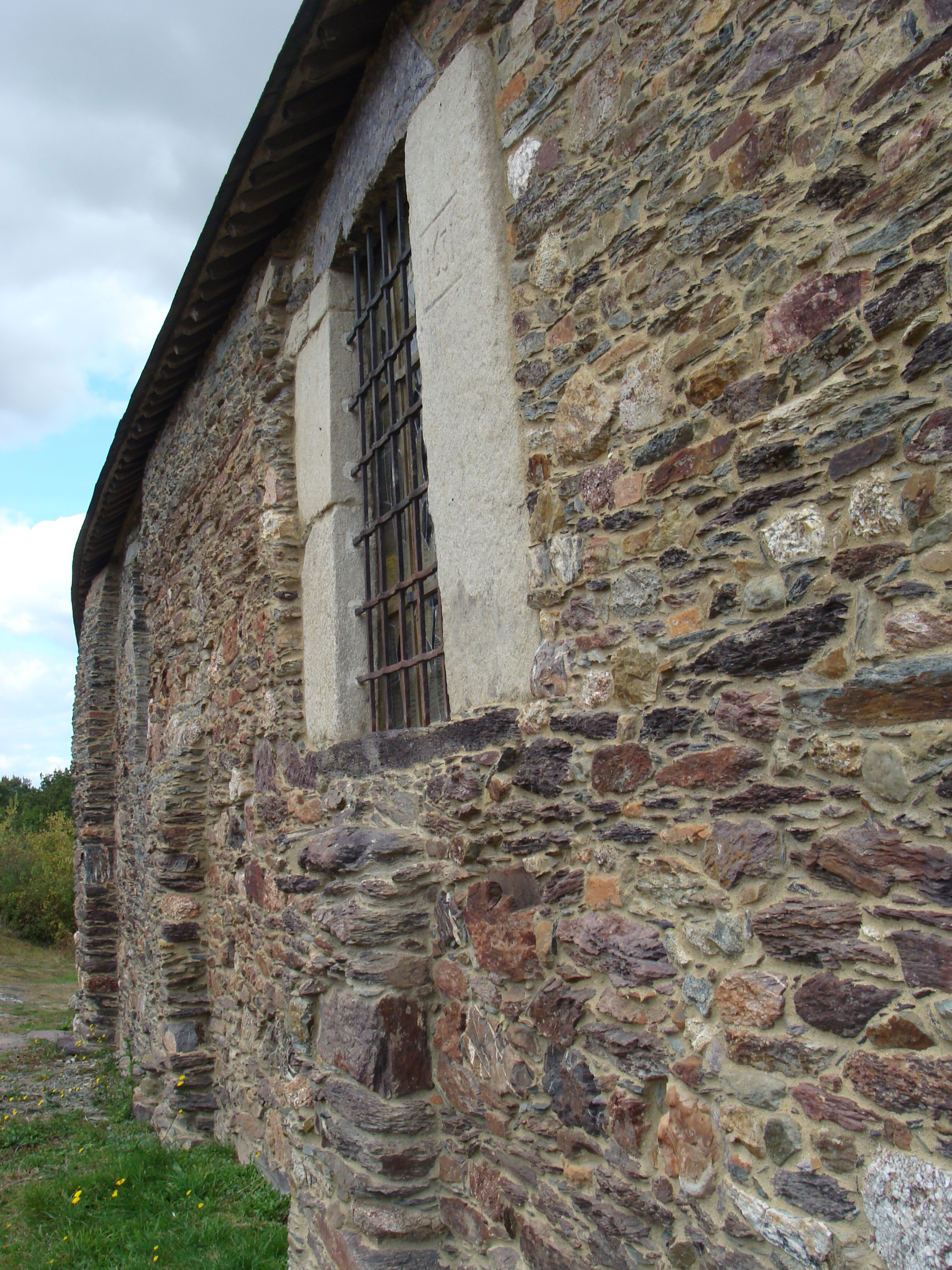
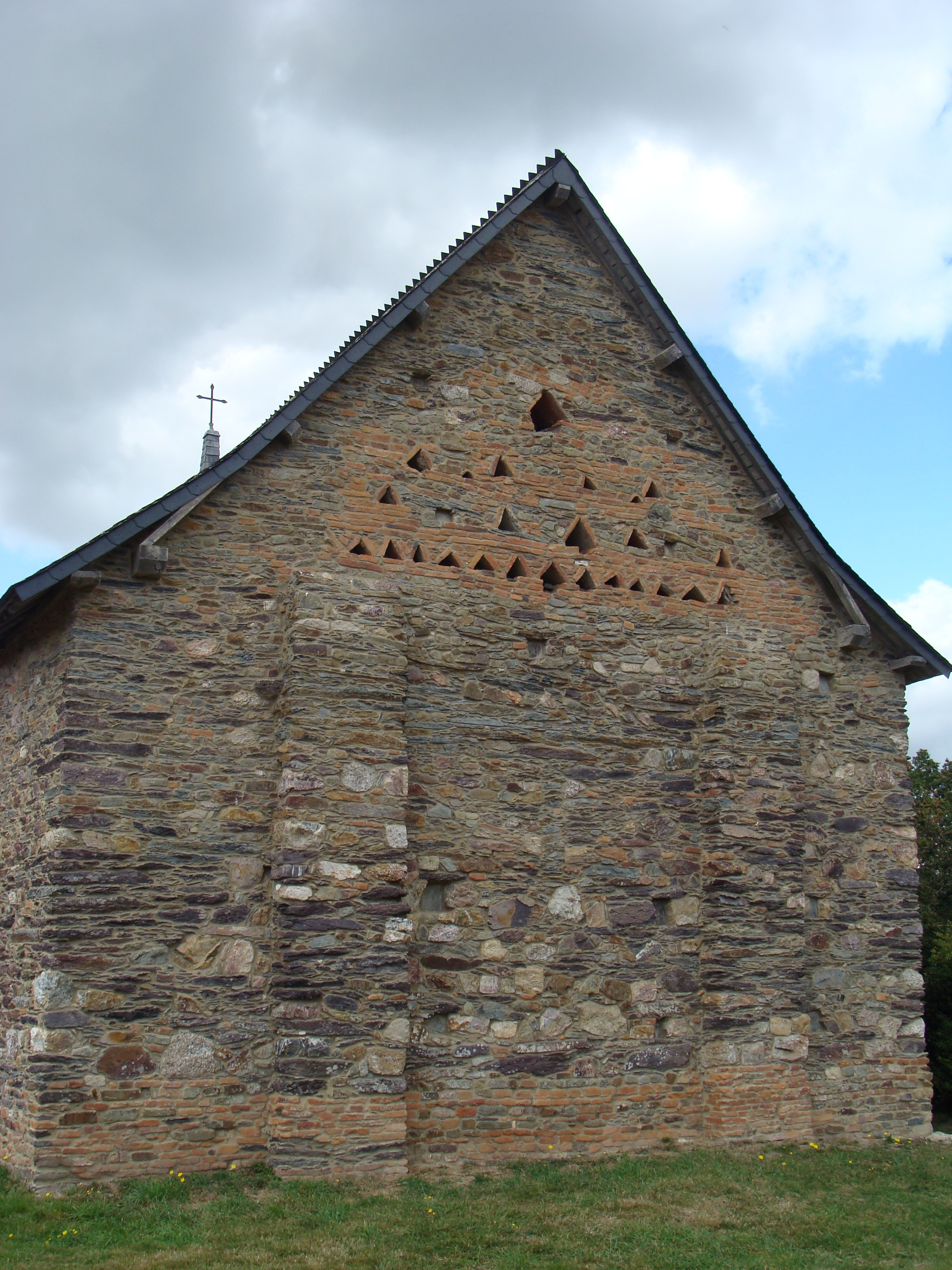

## Histoire
Une des plus anciennes chapelles de Bretagne, était rattachée à l'abbaye de Paimpont en 1399. 
Une première restauration en 1408 a été suivie d'importantes transformations en 1631.
Une pierre encastrée dans sa façade porte cette inscription, en lettres capitales 

« Fait par vénérable et discret frère Guy Provost, prieur de céans, 1633. »

Vendue nationalement en 1791,  elle a été rachetée par un particulier. Désormais, elle est propriété de la communauté de communes.

## Mobilier
La chapelle recèle de nombreux vestiges de l’époque préhistorique et gallo-romaine.
Elle conserve des peintures murales du début du XVe siècle, dont la peinture de la Sainte-Trinité.
Ce sont de véritables bandes dessinées qui permettaient l’enseignement du catéchisme. 
Masquées durant les guerres de religion elles furent remises au jour en 1960. 
Elles sont peintes sur un enduit à base d’argile et de paille (torchis), ce qui les rend aujourd’hui très fragiles. 
Le mobilier présente en particulier, un retable en bois du XVIIe siècle et la statue de Saint-Étienne du XVIIIe siècle et celle de Sainte-Apolline du XVIIIe siècle.

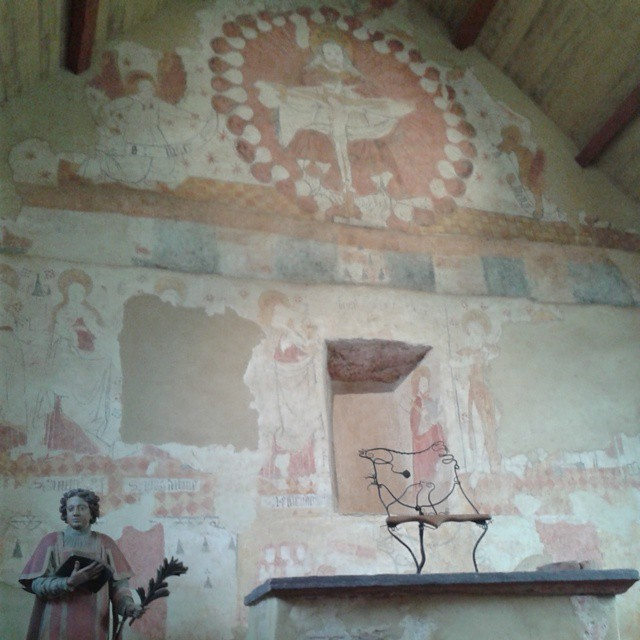
Peintures murales
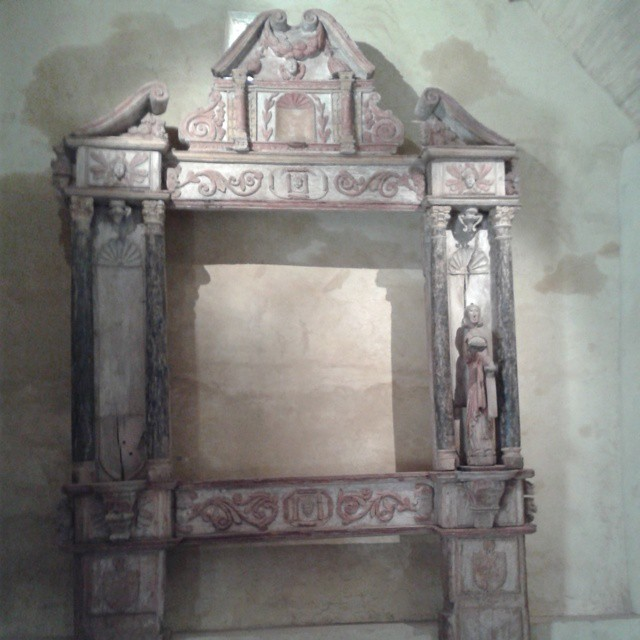
Retable en bois
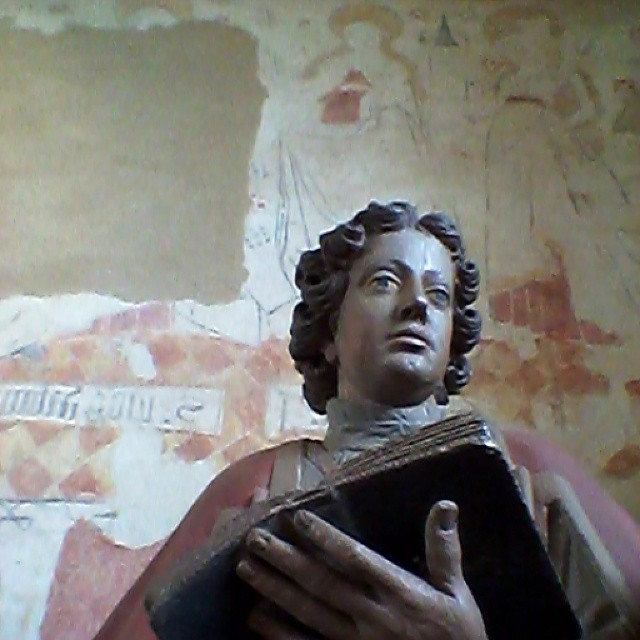
Statue de Saint-Etienne